# Janštejn
Hrad Janštejn se nachází mezi obcemi Horní Dubenky a Nová Ves na katastrálním území Nové Vsi (Rittendorf). Nová Ves podle pověstí vznikla po poboření hradu Janštejna Janem Žižkou.
Zbytky hradu jsou chráněny jako kulturní památka České republiky.

## Historie
Jedná se o hrad bergfritového typu, který založili kolem roku 1315 páni z Březnice. V roce 1358 prodal Štěpán z Březnice hrad moravskému markraběti Janu Jindřichovi (Castrum Jansteyn). Markrabě Jošt udělil hrad lénem Ondřeji z Meziříčí. V roce 1383 bratři Jan a Jaroslav z Meziříčí prodali Janštejn Jindřichovi z Hradce (Janstein mit den dorffern Rittendorf und Dubenken und czu Jihlawka). Zanikl pravděpodobně na přelomu 14. a 15. století.

## Popis
Štíhlá věž měla průměr 4,7 metru a světlost šachty 1 metr. Zdi jsou silné 2 metry. Hrad je také pozoruhodný hospodářským dvorem, jehož zbytky se nyní rozkládají v lese na úpatí jádra hradu. Hrad tedy nemusel mít vlastní hospodářské budovy.